# Хороцівська сільська рада
Хороцівська сільська рада — орган місцевого самоврядування у Верховинському районі Івано-Франківської області з адміністративним центром у с. Хороцеве.

## Історія
Указом Президії Верховної Ради УРСР 23 жовтня 1940 р. Хорцівська сільська рада передана з Жаб’євського району до Кутського району.
Відновлена сільрада 14 червня 1994 року.

## Населення
За переписом населення України 2001 року в сільській раді мешкало 767 осіб.

### Мова
Розподіл населення за рідною мовою за даними перепису 2001 року:
| Мова       | Відсоток |
| ---------- | -------- |
| українська | 99,61 %  |
| російська  | 0,26 %   |
| молдовська | 0,13 %   |

## Загальні відомості
Водоймища на території, підпорядкованій даній раді: річка Черемош.

## Населені пункти
Сільській раді підпорядковані населені пункти:
- с. Хороцеве
- с. Барвінків

## Склад ради
Рада складається з 16 депутатів та голови.

### Керівний склад ради
| ПІБ                          | Основні відомості                                                                     | Дата обрання | Дата звільнення |
| ---------------------------- | ------------------------------------------------------------------------------------- | ------------ | --------------- |
| Ватаманюк Василь Миколайович | Сільський голова, 1955 року народження, освіта, член Української Народної Партії      | 26.03.2006   | 31.10.2010      |
| Ватаманюк Василь Миколайович | Сільський голова, 1955 року народження, освіта вища, член Української Народної Партії | 31.10.2010   |                 |

Примітка: таблиця складена за даними джерела